# Pont-Saint-Esprit
Pont-Saint-Esprit è un comune francese di 10 490 abitanti situato nel dipartimento del Gard, nella regione dell'Occitania. Gli abitanti prendono il nome di "Spiripontains".

## Storia

### Avvelenamento di massa del 1951
Nel 1951, nella cittadina si verificò un'ondata di isteria collettiva che portò alla morte di quattro persone e all'internamento di diverse centinaia. Al caso, noto alle cronache come il "mistero del pane maledetto", non è stata data una spiegazione definitiva anche se la tesi più probabile è quella di un avvelenamento da segale cornuta.
Dal settembre del 2017 il comune è gemellato con Ovada, comune in provincia di Alessandria, nel basso Piemonte italiano.

## Società

### Evoluzione demografica
Abitanti censiti